# Udenbreth
Udenbreth ist ein Ortsteil der Gemeinde Hellenthal im nordrhein-westfälischen Kreis Euskirchen. Beim Dorf liegt ein Wintersportgebiet.

## Geographische Lage
Udenbreth liegt in der Eifel an der deutsch-belgischen Grenze im beiderseits der Grenze gelegenen Naturpark Hohes Venn-Eifel. Es befindet sich auf der Hochfläche des Zitterwaldes am Weißen Stein (ca. 692 m), wo ein gleichnamiger Opferstein aus der Keltenzeit liegt. Mit ihrer Höhenlage von 620 bis 690 m ü. NHN gilt die Ortschaft als höchstgelegenes Kirchdorf der Eifel sowie des Rheinlands. Jenseits der Staatsgrenze liegt die  Gemeinde Büllingen.

## Geschichte

### Ursprünge
Wo sich heute der Udenbrether Ortsteil Neuhof befindet, könnten sich in der Antike zwei römische Straßen gekreuzt haben. Als wahrscheinlich gilt, dass die Fernstraße von Tongern zum Neuwieder Becken hier entlangführte. Sie folgte der Rhein-Maas-Wasserscheide und verlief über Baraque Michel, Sourbrodt und Elsenborn, nördlich am Weißen Stein vorbei nach Udenbreth-Neuhof, dann weiter über Neuhaus, Dahlem und den Heidenkopf bis zur Römerstraße Trier–Köln. Vermutet wird, dass ein Abzweig dieser Verbindung von Sourbrodt abging und über Mürringen nach Neuhof zog und hier wieder in die Haupttrasse mündete. Ob dieser Schnittpunkt damals schon besiedelt war, ist unbekannt. Gegen Ende des 17. Jahrhunderts will der Historiker Masenius auf einem Berg bei Udenbreth noch die Überbleibsel römischer Befestigungen gesehen haben.:135
Der Siedlungsname „Udenbreth“ könnte keltisch-römischen Ursprungs sein. Er leitet sich ab vom Personennamen Udo und dem lateinischen Bestimmungswort pratum für „Weide“. Der Name „Neuhof“ ist vermutlich erst nach 1300 entstanden.:24 f.
Um das Jahr 1308 wurde das Dorf unter dem Namen „Unberg“ im Liber valoris, einem Steuerverzeichnis der Kölner Erzbischöfe, aufgelistet. Udenbreth gehörte zum damaligen Eifeldekanat und besaß bereits eine Kapelle. Urkundlich erwähnt wurde das Dorf erstmals am 12. März 1479 in einer Schuldverschreibung. Ein Johann von Udenbreth und seine Ehefrau Ylegitte von Merode verzichten darin auf ihre Rente aus dem Steumpfelshof zu Baasem zugunsten von Franziska von Rodemachern, Gräfin zu Virneburg. Im 16. Jahrhundert bildete das Dorf ein Gericht in der Herrschaft Kronenburg.

### Scheitern der Reformation
Im 16. Jahrhundert versuchte Graf Dietrich VI. von Manderscheid-Schleiden, in seiner Herrschaft die Reformation zu verbreiten. In Udenbreth besetzte er dazu die Pfarrstelle des Dorfes mit dem lutherischen Prediger Reiner von Kall, der zuvor Mönch im Kloster Mariawald gewesen war. Reiner war mit einer jüdischen Konvertitin namens Agnes Groen verheiratet, die die Haushälterin oder Geliebte des Grafen gewesen sein soll. Die lutherische Lehre scheint von den Udenbrethern abgelehnt worden zu sein: Die Opfer flossen zäh, auch der Zehnte ging schlecht ein. Als Dietrich 1593 starb, verlor Reiner seinen Rückhalt. Aus der Ehe mit Agnes waren unterdessen so viele Kinder hervorgegangen, dass der Prediger verarmte. Gemeinsam mit seinen Söhnen musste er als Bauer und Köhler seinen Lebensunterhalt verdienen. 1595 verließ er Udenbreth. In den Hospitalakten im katholischen Pfarrarchiv Schleiden aus demselben Jahr heißt es dazu:

„Herrn Reiner, als er von Udenbreth zog mit Weib und Kinder und hat zwei Fuhrmänner bei sich, gelassen aus dem Befehl des Rentmeisters einen Karreneiser, neun Paar Schuhe, noch ein Pfund Speck […] item haben wir getan Herrn Reiner zur Steuer seiner Armut sieben Gulden.“

Reiner starb 1619 und soll vor seinem Lebensende wieder katholisch geworden sein. Noch im 19. Jahrhundert wurde ein Grundstück im Dorf „Pfaffen-Eidams-Garten“ genannt, weil Reiner es seinem Schwiegersohn vom Pastoratsgut abgetreten haben soll.:556 f.

Udenbreth
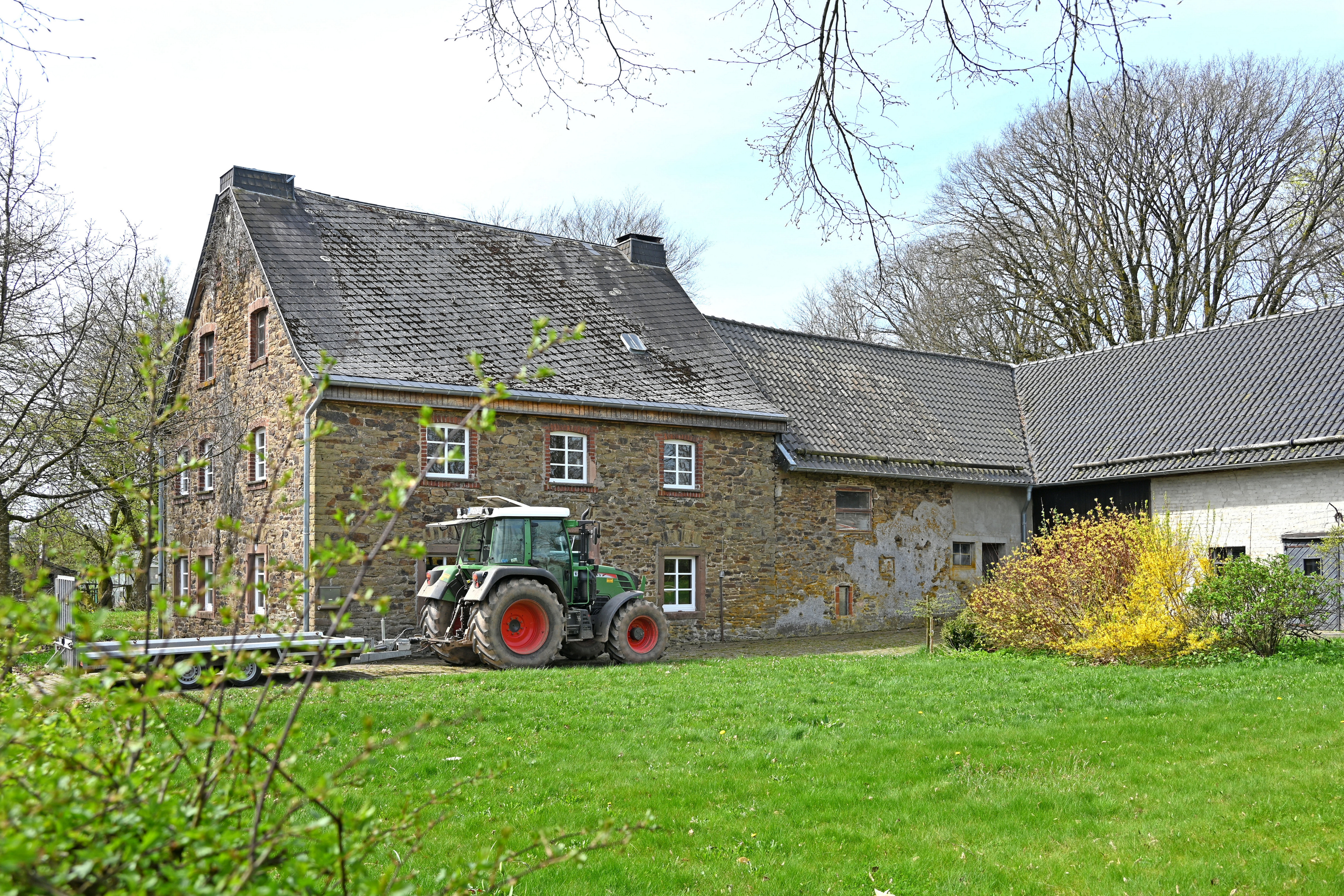
Gehöft
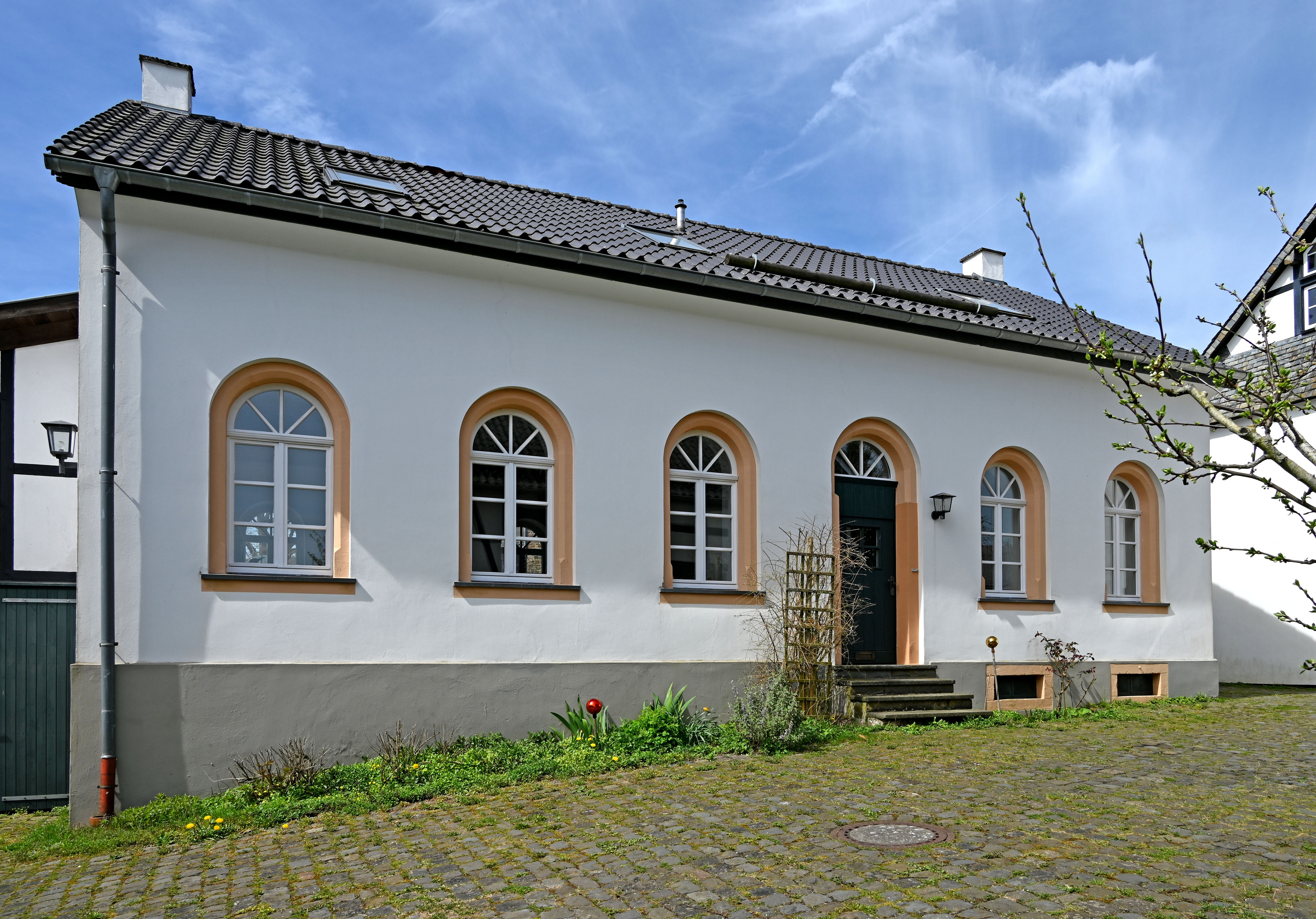
Alte Schule
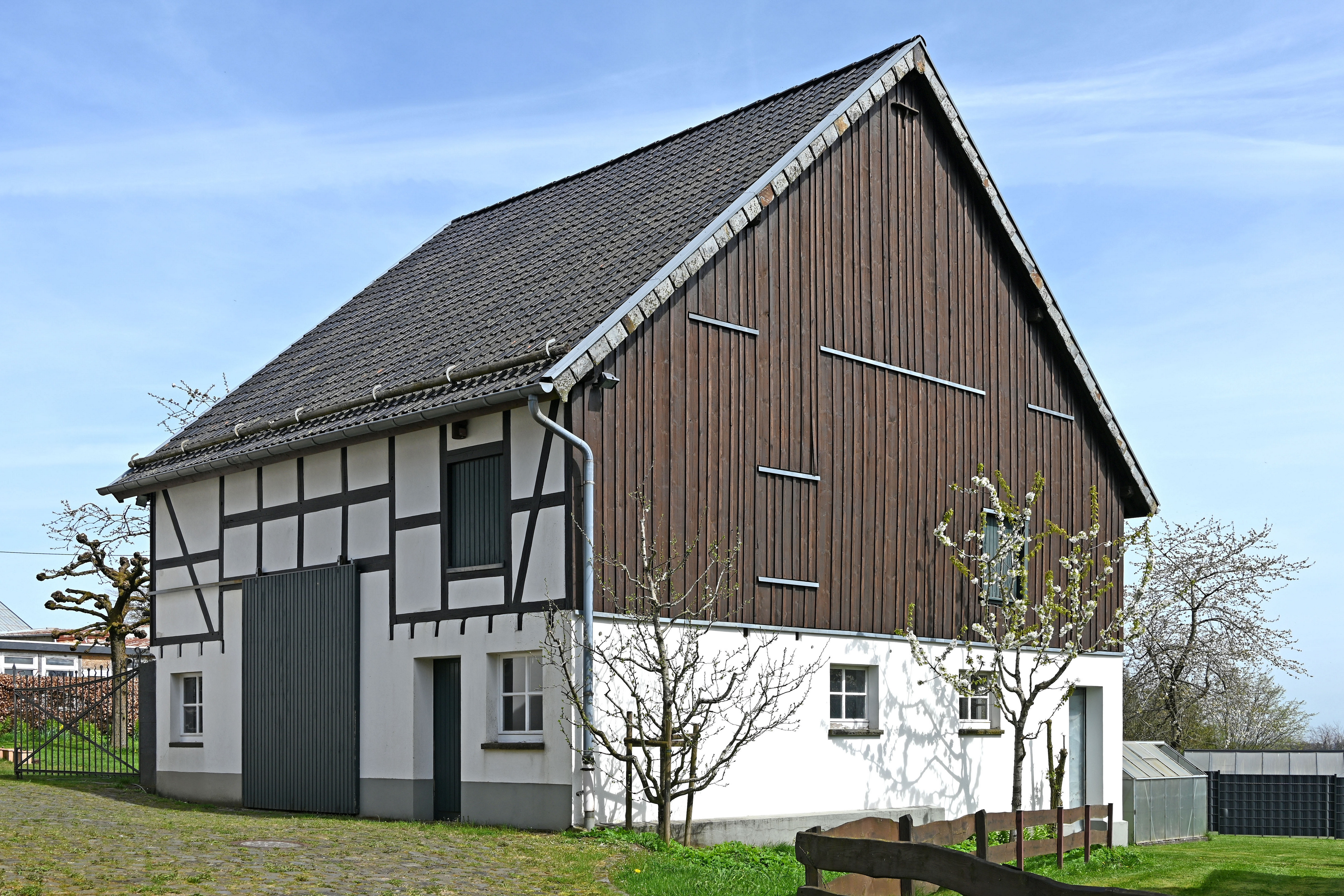
Fachwerkstall
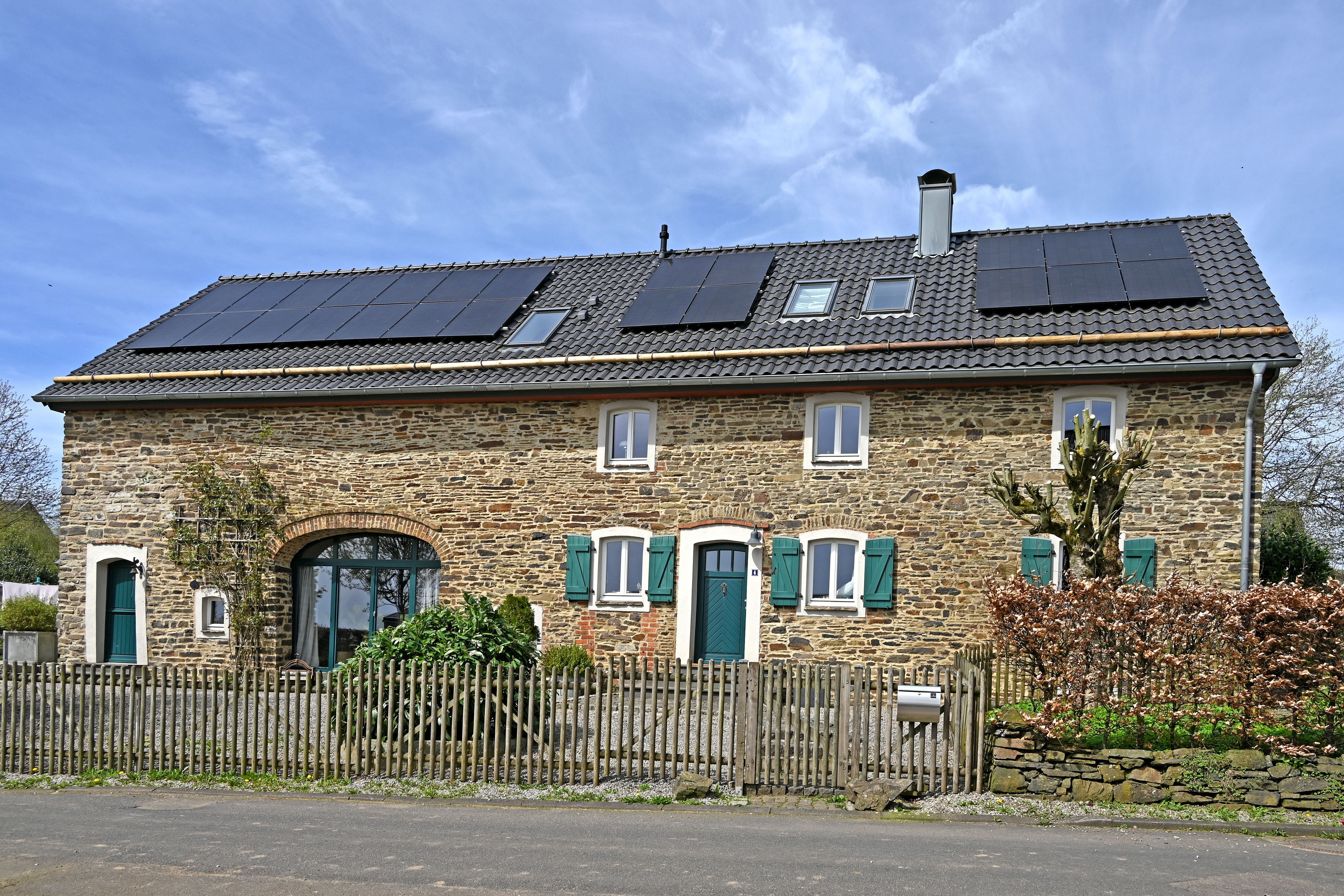
Bruchsteinhaus
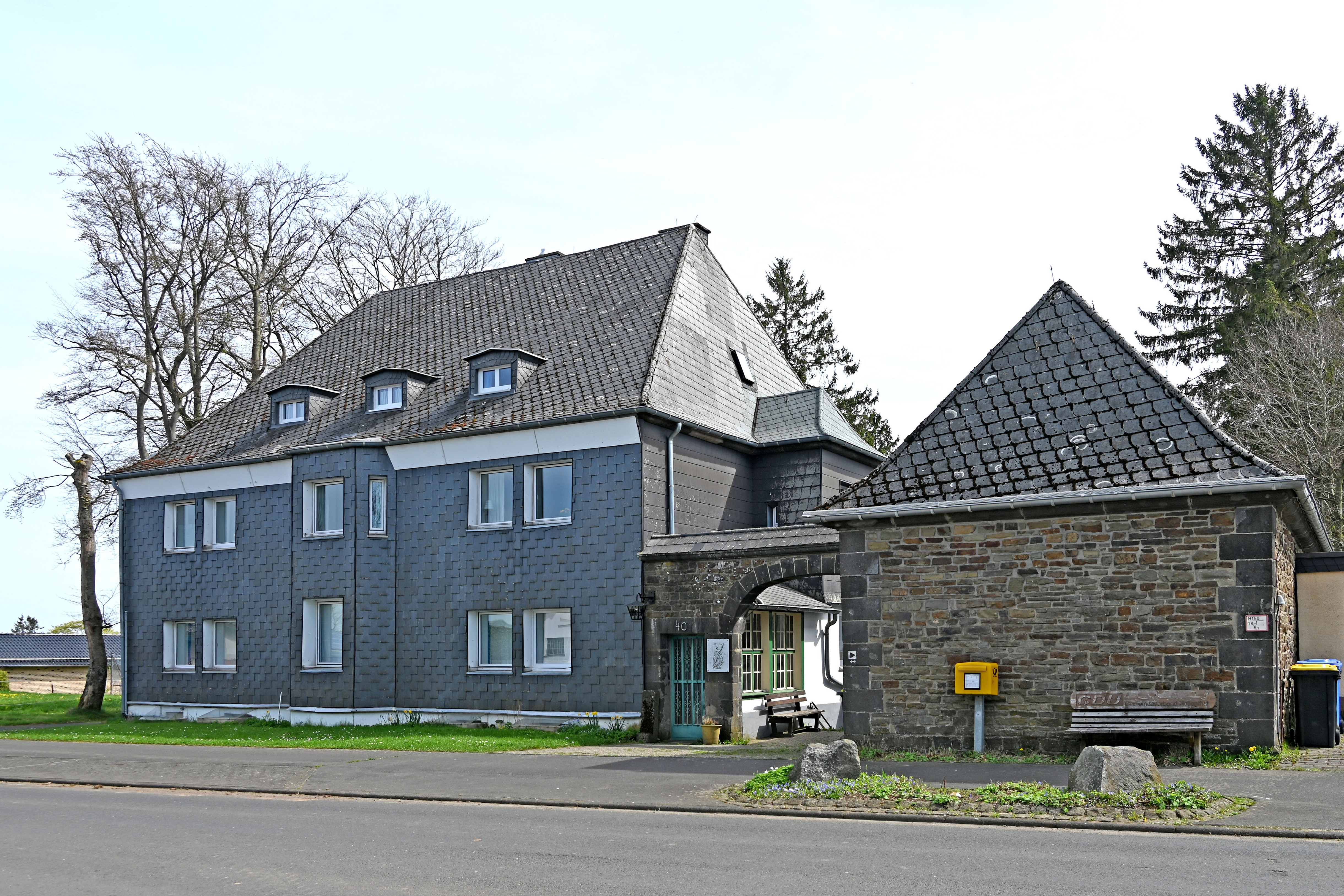
Ehem. Bürgermeisterei

### Neuzeit

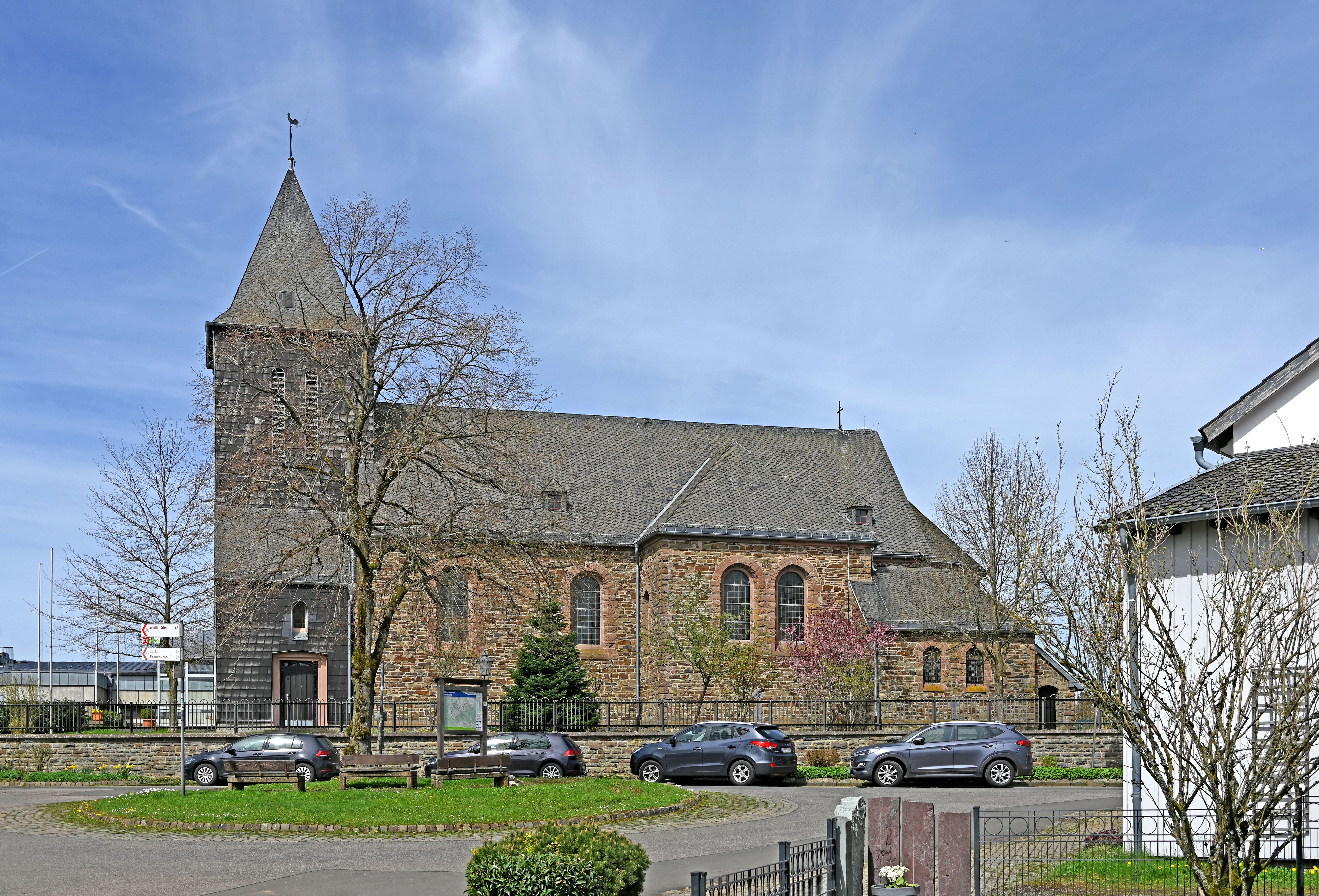
Pfarrkirche St. Hubertus

Mitte des 17. Jahrhunderts löste sich Udenbreth von der Mutterpfarre Kronenburg und wurde selbständiger Seelsorgsbezirk.
Gegen Ende des Heiligen Römischen Reiches gehörte Udenbreth zum Herzogtum Luxemburg. 1794 wurde das Gebiet im Zuge des Ersten Koalitionskrieges von Frankreich besetzt und ein Jahr später als Teil des Départements Ourthe der Französischen Republik angegliedert. In der neuen Verwaltungsstruktur bildete Udenbreth eine eigene Bürgermeisterei. Nach dem Ende der französischen Herrschaft und der Neuordnung Europas durch den Wiener Kongress im Jahr 1815 gehörte Udenbreth für wenige Jahre zu einer Exklave des Großherzogtums Mecklenburg-Strelitz. 1819 kam es zum Königreich Preußen.
Am 1. Juli 1969 wurde Udenbreth nach Hellenthal eingemeindet.

## Katholische Pfarrkirche
Patron der Udenbrether Kirche ist der Volksheilige Hubertus. Das deutet darauf hin, dass das erste Gotteshaus des Dorfes im Spätmittelalter erbaut wurde.:84 ff.
In den Urkunden erscheint die Kirche erstmals im 16. Jahrhundert; um 1730 wurde sie instand gesetzt. Im Jahr 1828 wich sie einem klassizistischen Saalbau; nur der alte Turm blieb stehen. 1910 errichtete man die Kirche nach Plänen des Kölner Architekten Franz Statz im Stil der Neoromanik komplett neu. Gegen Ende des Zweiten Weltkriegs wurde sie zerstört und von 1948 bis 1951 in vereinfachter Form und mit niedrigerem Turm wiederaufgebaut.
Die Innenausstattung stammt aus den 1960er Jahren, als man die Kirche nach den Vorgaben des Zweiten Vatikanischen Konzils umgestaltete. Das Geläut besteht aus drei Glocken: Die älteste wurde um 1500 von Gregor I. von Trier vermutlich in Aachen gegossen. Die beiden jüngeren aus den Jahren 1776 und 1902 sind Leihglocken aus Kolzig und Kittlitztreben in Niederschlesien. Eine 1512 gegossene, dem hl. Hubertus geweihte Glocke kam während des Zweiten Weltkriegs als Tauschglocke nach Herhahn.

### Wappen
| Wappen der früheren Gemeinde Udenbreth | Blasonierung: „In Rot ein springender silberner (weißer) Hirsch; im Obereck ein goldenes (gelbes) Kreuz.“                                                          |
| Wappen der früheren Gemeinde Udenbreth | Wappenbegründung: Das Wappen wurde 1966 vom nordrhein-westfälischen Innenminister verliehen. Es bezieht sich auf den heiligen Hubertus, Schutzpatron der Gemeinde. |

## Tourismus

### Wintersport
Bei Udenbreth liegt ein Wintersportgebiet. Am Weißen Stein gibt es eine 550 m lange Skipiste mit Ankerschlepplift, sowie einen etwa 350 m langen Rodelhang samt Liftanlage. Daneben werden zwei etwa 2 km lange Schneewanderwege ausgewiesen. Startpunkt in Udenbreth ist der Parkplatz Weißer Stein. Für Langlauffreunde werden zwei gespurte Loipen angeboten:
- Udenbreth Weißer Stein, Rundkurs 6,3 km Länge
- Udenbreth Zum Wilsamtal, Rundkurs 5,6 km Länge

### Ausstellung Wetter, Klima, Mensch
Die im Jahr 2010 bei Udenbreth eröffnete Ausstellung Wetter, Klima, Mensch verfügt neben einer mehrmals im Jahr wechselnden Innenausstellung rund um die Themen Wetter und Klima mit einer eigenen Wetterstation zudem über einen phänologischen Garten, welcher sich in die phänologischen Programme GPM (Global Phenological Monitoring) und IPG (International Phenological Gardens) einreiht. Zudem unterhält das Bundesamt für Strahlenschutz hier eine Messsonde.

### Radwege
Durch Udenbreth führen die Radwanderwege Eifel-Höhen-Route, die als Rundkurs um den Nationalpark Eifel verläuft, und Tälerroute, die touristisch interessante Orte in Nordrhein-Westfalen auf familienfreundlicher Strecke erschließt.

## Verkehr

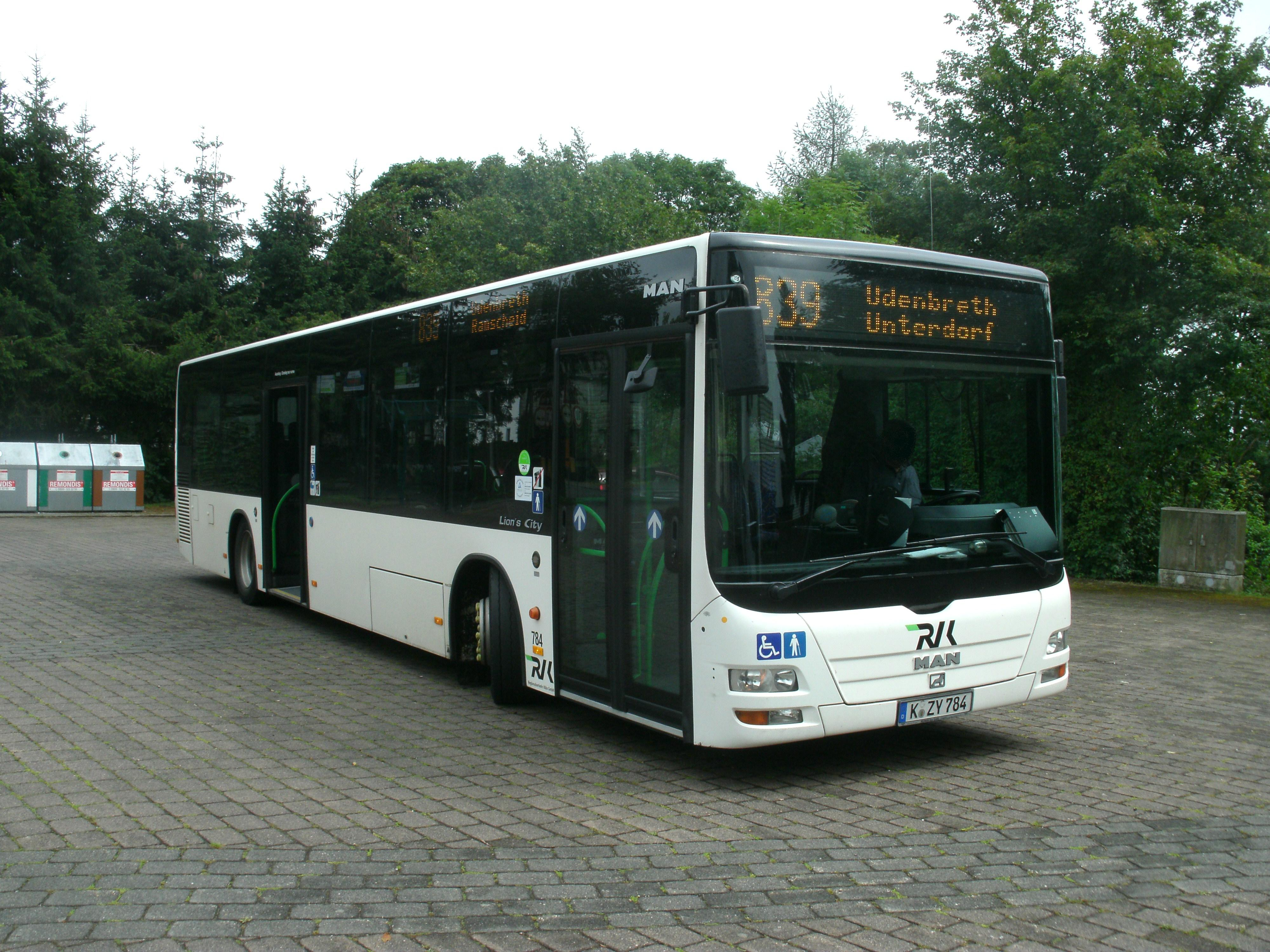
RVK-Linienbus in Udenbreth-Unterdorf

Am westlichen Ortsrand von Udenbreth verläuft die Bundesstraße 265, von der die Landesstraße 110 durch Udenbreth vorbei an Schnorrenberg nach Dahlem abzweigt.
Die VRS-Buslinie 839 der RVK verbindet den Ort, überwiegend als TaxiBusPlus nach Bedarf, mit seinen Nachbarorten und mit Hellenthal.
| Linie | Verlauf |
| ----- | --- |
| 839   | MiKE (außer im Schülerverkehr): Hellenthal Busbf – Platiß – (Unterpreth –) Hollerath – Ramscheid – Ramscheiderhöhe – (Miescheid –) Udenbreth – Losheimergraben – Losheim – Kehr |

Außerdem verkehrte zuletzt 2021 an Wochenenden von April bis Oktober die Fahrradbuslinie 771 zwischen Schmidtheim und Hellenthal.